# Książę Niezłomny (spektakl Teatru Laboratorium)
Książę Niezłomny – spektakl Teatru Laboratorium w reżyserii Jerzego Grotowskiego wg dramatu Książę Niezłomny Pedra Calderóna de la Barca w swobodnym przekładzie Juliusza Słowackiego. Premiera odbyła się w siedzibie zespołu we Wrocławiu 25 kwietnia 1965 roku (premiera zamknięta miała miejsce 20 kwietnia). Było to pierwsza prezentacja po przenosinach zespołu z Opola do Wrocławia oraz związanym z tym rozszerzeniem nazwy teatru na Teatr Laboratorium 13 Rzędów – Instytut Badań Metody Aktorskiej. Pracę nad Księciem Niezłomnym rozpoczęto w Opolu wiosną 1964 roku. Przebiegała ona dwutorowo: Grotowski osobno pracował z całym zespołem, a indywidualnie z odtwórcą głównej roli Don Fernanda Ryszardem Cieślakiem, czego efektem był akt całkowity. Przedstawienie, a przede wszystkim rolę Cieślaka, uznano za ucieleśnienie metody Grotowskiego. Spektakl rozsławiały także zdjęcia i opisy zamieszczone w książce Ku teatrowi ubogiemu (Towards a Poor Theatre, 1968). Przedstawienie zyskało status legendy i ikony rewolucji teatralnej i aktorskich osiągnięć zespołu kierowanego przez Grotowskiego.

## Obsada
W ciągu kolejnych lat prezentowania spektaklu w obsadzie zachodziły zmiany, skutkujące powstaniem kolejnych wariantów: I (premiera zamknięta: 20 kwietnia 1965, otwarta 25 kwietnia 1965), II (premiera 14 listopada 1965), III (premiera 19 marca 1968).
Obsada (jeśli nie zaznaczono wariantu, aktor grał we wszystkich trzech wersjach):
- Książę Niezłomny/Don Fernand: Ryszard Cieślak
- Feniksana: Rena Mirecka
- Król: Antoni Jahołkowski
- Don Henryk: Gaston Kulig (I), Stanisław Scierski (II, III)
- Tarudant: Maja Komorowska (I, II), Zygmunt Molik (III)
- Mulej: Mieczysław Janowski (I, II), Zbigniew Cynkutis (III)[3]

## Przebieg scen
Książę Niezłomny Pedra Calderóna w parafrazie Słowackiego mówi o męczeństwie za wiarę. Grotowski zaproponował dość wierną adaptację z wyraźnie zaznaczonym wątkiem męczeńskim. Reżyser zachował kolejność scen i całość dialogów, wykreślił jedynie sceny walki Maurów z chrześcijanami – na scenie pada prawie dwie trzecie tekstu dramatu. Nieliczne fragmenty kwestii poszczególnych bohaterów przeniesione były na inne osoby. Przebieg scen, pokazujący sposób „montowana” spektaklu przez Grotowskiego, opisał Ludwik Flaszen w tekście Książę Niezłomny. Przebieg scen, zamieszczonym w programie spektaklu. Szczegółowej rekonstrukcji i opisu spektaklu dokonał Serge Ouaknine w książce „Książę Niezłomny” Studium i rekonstrukcja spektaklu Jerzego Grotowskiego i Teatru Laboratorium, dzieląc spektakl na pięćdziesiąt sekwencji. Na każdą z sekwencji składają się: tytuł, kwestia z dramatu, szkic wykonany przez Ouaknine’a oraz opis działań aktorskich.
Spektakl zaczynał się od wejścia dworu ubranego w ciemne sędziowskie togi. Chór osaczał ubranego w białą koszulę więźnia – Don Henryka – i stawiał na podeście, pełniącym rolę stołu operacyjnego. Po różnorakich działaniach chóru (np. taniec do melodii Przepióreczki, corrida, pochód kalek oczekujących uleczenia) Don Henryk symbolicznym gestem został wykastrowany przez córkę króla Feniksanę, następnie ubrany w togę, upodobniony do dworu i włączony do jego grona. Następnie do sali tortur, będącej zarazem salą „teatru anatomicznego”, wbiegał drugi więzień – Don Fernand, odziany tylko w białą przepaskę na biodrach. Dwór powtarzał serię działań przygotowujących do ceremonii kastracyjnej. Gdy Feniksana miała go analogicznym gestem wykastrować, on przerywał jej, czule i łagodnie głaszcząc po głowie. W ten sposób Don Fernand odmawiał przekształcenia w członka dworu i tym samym wydawał się na mękę.
Monologi Księcia wypracowane zostały podczas indywidualnej pracy Cieślaka z Grotowskim. W swoim pierwszym monologu Don Fernand stał wyprostowany na podeście – odmawiał Maurom oddania Ceuty, która miała być ceną za jego wolność, i wybierał męczeństwo. Rozpoczynała się sekwencja scen nawiązujących do ikonografii pasyjnej: poniżenie i przyjęcie Krzyża (Książę kładł się w pozycji Ukrzyżowanego), biczowanie, któremu towarzyszyła Litania do Najświętszej Marii Panny, sceny męki będące zarazem scenami spowiedzi (Ecce Homo tworzone przez Feniksanę, która klękała i mówiła mea culpa) i rozgrzeszenie (pukanie po scenie Piety). Po drugim monologu zakończonym atakiem przedśmiertnych drgawek dwór ssał krew i spożywał ciało Księcia za pomocą gestów przypominających przyjmowanie Komunii Świętej w czasie katolickiej mszy. Z tą „Komunią” skontrastowana została długa scena walki między Don Henrykiem a Królem i Feniksaną o to, kto będzie miał nowego świętego dla siebie.
W trakcie trzeciego monologu Księcia Cieślak docierał do punktu kulminacyjnego swego aktorskiego czynu. Na planie akcji dramatu Calderóna/Słowackiego ta scena jest monologiem umierającego bohatera, a na planie dramaturgii ciała jawiła się jako odpowiednik Zmartwychwstania i Wniebowstąpienia. Finał stanowiła agonia Don Fernanda – jego ciałem wstrząsały przedśmiertne drgawki, ale realność śmierci niweczył pełen siły i radości niesamowity śmiech aktora. Dwór formował procesję i opuszczał przestrzeń gry, pozostawiając na drewnianej skrzyni nakryte czerwonym płaszczem ciało męczennika.
Nie było wyjścia do oklasków ani innych konwencjonalnych znaków zakończenia przedstawienia – ciało księcia pozostawało nieporuszone do chwili, gdy ostatni widz opuścił salę.

## Scenografia, kostiumy i ruch sceniczny
Przestrzeń gry była otoczona ponaddwumetrową palisadą zbudowaną przez Jerzego Gurawskiego, na której siedzieli widzowie niewidoczni dla aktorów. Scenografia przedstawiała opozycję Dwór – Książę. Don Fernand przez większą część przedstawienia przebywał w centrum pola gry na prostokątnym drewnianym podeście pełniącym rolę ołtarza/grobu. Dwór krążył wokół podwyższenia zgodnie ze ściśle określoną partyturą ruchową, której dominantą było wyobrażenie stada ptaków. Motywy ptasie pojawiały się zarówno w kompozycjach ruchowych, gestach, jak i przywoływanych pieśniach (np. Uciekła mi przepióreczka). Chór ubrany był w ciemne stroje, częściowo stylizowane na militarne (wysokie wojskowe buty), natomiast Książę ukazywał się jako niemal nagi i bezbronny, odziany tylko w biały zawój na biodrach, a w finale przykryty czerwonym płaszczem. Sztuczne gesty i zachowania, niezwykle szybkie wypowiadanie tekstu (Grotowski chciał wymusić na polskim języku sposób artykulacji typowy dla języka hiszpańskiego), kontrasty wysokości głosu podczas dialogów – wszystko to budowało poczucie fałszu, konwenansu. Wszystkie kontrastujące ze sobą zachowania i cechy dworu i Księcia wyraźnie akcentowały niezwykłość obecności i postawy Don Fernanda.

## Akt całkowity
Punkt kulminacyjny – w postaci aktu całkowitego – Cieślak osiągał w trakcie trzeciego monologu. Propozycja Grotowskiego była próbą zjednoczenia czasu podmiotu w czasie kosmologicznym, wynikającą z podjęcia niezwykle precyzyjnej partytury działań, której podłożem było erotyczne, a zarazem ekstatyczne, doświadczenie Cieślaka z czasów młodości. Gra aktorska, choć wypracowana precyzyjnie podczas prób i kolejnych repetycji, choć poddana niezwykle precyzyjnemu rygorowi partytury, za każdym razem miała pozostać żywym działaniem, odbywającym się tu i teraz, a nie powtórzeniem. Przez pogłębienie metody działań fizycznych Cieślak dotarł do impulsów i doświadczeń tak głębokich i silnych, że dochodziło do aktu transgresji. Cieślak komentował akt całkowity tak: 
U podstaw tej roli [Księcia Niezłomnego] leży nie zsumowanie doświadczeń scenicznych, lecz właśnie całkowite ich odrzucenie. Zdarcie ich jak uwierającej narośli. Proces taki powinien – w naszym rozumieniu – towarzyszyć tworzeniu roli przez aktora. Proces odrzucenia wszelkich nawarstwień psychicznych, obyczajowych, narzuconych nam przez pewne konwencje, wzorce, tradycje, które utrwaliła nasza edukacja; dotarcie do prawdziwego siebie, bez ograniczeń; ofiarowanie siebie w szczerości odruchów i instynktów... W efekcie powstaje kreacja, której już nie można nazwać rolą, i już się nie gra, tylko się jest.
Wielogodzinne próby doprowadziły do zbudowania precyzyjnej partytury, dotyczącej radosnych doznań Cieślaka, widz postrzegał jednak, dzięki precyzyjnej konstrukcji przedstawienia, męczeństwo. Było to męczeństwo podszyte miłosną ekstazą – co nadawało postaci Księcia ogromną siłę wyrazu. Wypracowanie przez Grotowskiego aktu całkowitego oznaczało znalezienie punktu oparcia dla pracy nad tym, co od początku interesowało reżysera najbardziej – nad możliwością przekroczenia w doświadczeniu przyrodzonej człowiekowi kondycji i czynnego, dramatycznego odkrycia takiego wymiaru życia, który przekracza doczesność, a zarazem może być w doczesności doznany.

## Pokazy zagraniczne
Od premiery do przełomu lutego i marca 1966 roku spektakl pokazano w czasie gościnnych występów w Polsce (Łódź i Gdańsk) i za granicą: w Sztokholmie, Kopenhadze i Oslo. Międzynarodowy rozgłos polskiego Księcia Niezłomnego miał przypieczętować udział zespołu – w czerwcu 1966 roku – w 10 sezonie Teatru Narodów w Paryżu. Do 1970 roku spektakl Teatru Laboratorium pokazano w Holandii, Włoszech, Jugosławii, Meksyku, Wielkiej Brytanii, Stanach Zjednoczonych, Iranie, Libanie i Niemczech, wszędzie wzbudzając poruszenie.

## Ciekawostki
Legenda głosi, że II wersja spektaklu została sfilmowana z ukrytej kamery w Spoleto w lipcu 1967 roku, po czym do nagrania dołączono rejestrację dźwiękową z Oslo z marca 1966. Powstały w ten sposób zapis spektaklu, opatrzony wielojęzycznymi napisami przez zespół pod kierunkiem Ferruccia Marottiego z Uniwersytetu La Sapienza w Rzymie, stanowi główne wizualne źródło wiedzy o przedstawieniu. Leszek Kolankiewicz zweryfikował tę informację w swoim tekście.
Motto do spektaklu brzmiało: „Bo ta ziemia to gospoda / W ogromnej naszej podróży”. Nawiązywało ono do bliskiej Grotowskiemu idei pojmowania życia jako podróży.
Książę Niezłomny jest inspiracją dla wystawy Zaśpiewajcie, niewolnicy Anny Baumgart (2014) i filmu Książę Karola Radziszewskiego (2014).